# 天床五
小熊座RR，又名BD+66 878，HD 132813、SAO 16558、HR 5589，是小熊座的一颗恒星，视星等为4.6，位于銀經104.87，銀緯46.53，其B1900.0坐标为赤經14h 55m 59.4s，赤緯+66° 46.53′ 51″。